# ستيف ايفنز
ستيف ايفنز (بالإنجليزية: Steve Evans)‏ (30 أكتوبر 1962 بغلاسكو في المملكة المتحدة - ) هو مدرب كرة قدم ولاعب كرة قدم بريطاني في مركز الهجوم. لعب مع بولتون واندررز وسانت جونستون وهاميلتون أكاديميكال ونادي كلايد ونادي ألبيون روفرز ونادي آير يونايتد.

## وصلات خارجية
- ستيف ايفنز على موقع قاعدة بيانات كرة القدم.إي يو (الإنجليزية)
- ستيف ايفنز على موقع Soccerbase.com (مدرب) (الإنجليزية)